# Biquinho
Biquinho é um personagem de histórias em quadrinhos de Walt Disney criado por Waldyr Igayara, nos estúdios de quadrinhos da Editora Abril, no Brasil.
Biquinho é um filhote de pato, antropomorfizado, com características de uma criança cheia de energia e personalidade travessa. Sobrinho do Peninha, Biquinho é capaz de colocar até mesmo seu avoado tio em desespero.
Inicialmente apresentado apenas em traço, sem cor, Biquinho foi mostrado pela primeira vez na capa da revista Mickey número 353, de março de 1982, quando foi lançado um concurso para os leitores escolherem as cores que o personagem teria.
Em julho de 1982, Biquinho foi oficialmente apresentado em cores na revista Almanaque Peninha e Biquinho número 2. Para enfatizar as feições infantis do personagem, pela primeira vez a Disney permitiu um pato na cor amarela, como tipicamente são os patos jovens.
Na Itália, o personagem é bastante popular, tanto com histórias brasileiras, quando as locais, em todas, é retratado como os outros membros da família pato, na cor branca.